# Istoria aranjamentelor florale

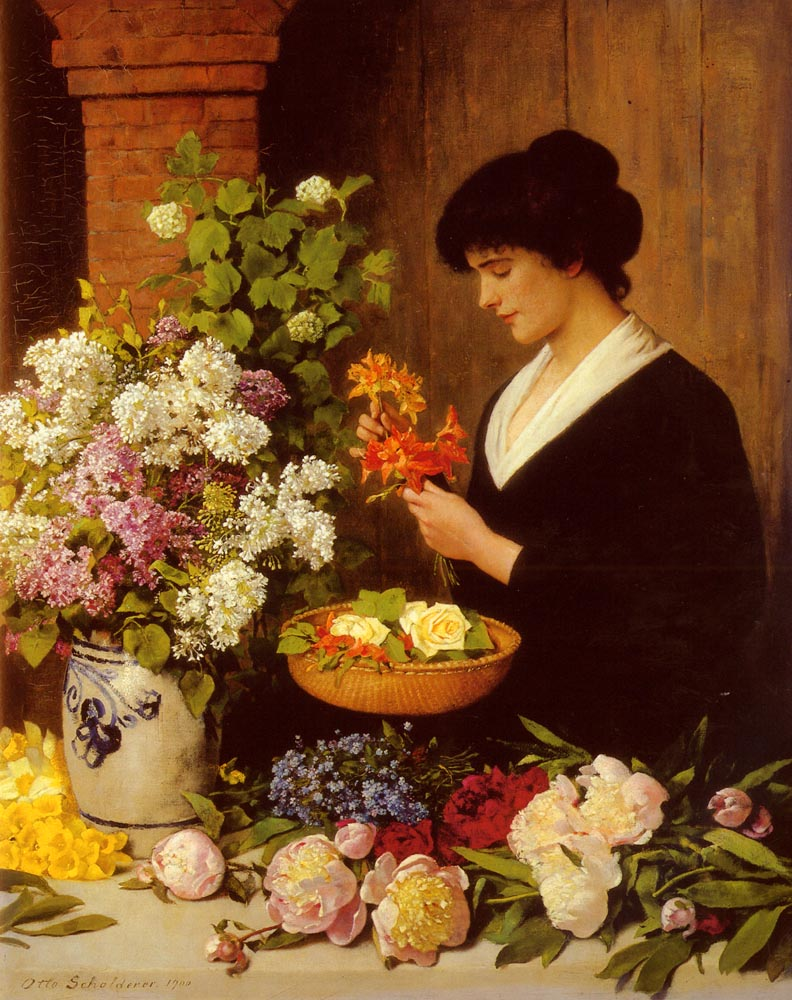
Aranjament floral,
pictură de

Primele dovezi istorice despre realizarea unor aranjamente florale datează din perioada Egiptului Antic. De-a lungul timpului, sub diferite forme, oamenii au fost întotdeauna preocupați de realizarea unor aranjamente florale pe care să le folosească în special în momentele importante ale vieții.

## Vechii egipteni
Cele mai vechi aranjamente floral cunoscute datează din Egiptul Antic. Egiptenii decorau cu flori încă din anul 2.500 î.Hr. Așezau, în mod uzual, flori tăiate în vaze și foloseau aranjamente extrem de stilizate în timpul înmormântărilor, pentru procesiuni sau pur și simplu ca decorațiuni de masă. Ilustrații ale aranjamentelor florale au fost găsite pe basoreliefuri egiptene sculptate în piatră și decorațiuni pictate pe perete. Florile erau selectate în funcție de semnificația simbolică, cu accent pe semnificația religioasă. Floarea de lotus sau crinul de apă, de exemplu, au fost considerate sacre pentru Isis și au fost adesea incluse în aranjamente. Multe alte flori au fost găsite în mormintele vechilor egipteni, iar ghirlandele de flori erau purtate de cei dragi și lăsate la morminte. Acestea includ scilla albastră, floarea de mac, anemona, Iris sibilica, delphinium, narcisa, palmierul și trandafirul. Desene egiptene reprezentând trandafiri au fost găsite în morminte din secolul al V-lea î.Hr. în epoca Cleopatrei.

## Grecii antici și romanii
În antichitate, grecii și romanii foloseau și ei flori în mod uzual. Grecii antici utilizau flori și ierburi pentru podoabe și pentru decorațiuni incluse în lucrările de artă. De multe ori, nu foloseau vaze, concentrându-se în schimb pe ghirlande și coroane. Aceștia puneau materialul vegetal, cum ar fi ramurile de măslin, în teracotă. Ramurile cu frunze erau folosite probabil pentru nunți. Ei presărau petale pe podele și paturi. La fel ca egiptenii, grecii și romanii aveau anumite preferințe pentru florile și frunzele utilizate. Cele mai populare plante cu frunze folosite de greci și romani au fost ghindele, frunzele de stejar, laurul, iedera, dafinul și pătrunjelul. Coroanele de laur erau oferite câștigătorilor competițiilor atletice din olimpiadele antice; aceste coroane erau oferite și persoanelor care câștigau competiții în întâlniri poetice, în timp ce la Roma  simbolizau o victorie militară și  încoronau  comandantul victorios, în onoarea triumfului său. Pentru greci, coroana de ghirlande era un simbol al puterii, onoarei, loialității, dăruirii. Erau oferite ca  premiu în onoarea sportivilor, poeților, conducătorilor civili, soldaților și eroilor. Egiptul Antic prefera florile de tipul: trandafirii, zambilele, caprifoiul, violetele și crinii. Alte flori, cum ar fi lalele sau gălbenele au fost selectate pentru forma, culoarea și forma lor. Bogăția și puterea au condus romanii și grecii la un lux și mai mare în utilizarea florilor care, la fel ca la egipteni, erau folosite în riturile religioase. La banchete, trandafirii erau împrăștiați pe podea la o adâncime de un picior, iar florile „poluau” din tavan. Parfumul atâtor trandafiri era aproape sufocant. Romanii foloseau trandafirii la multe mese și, din cauza parfumului său copleșitor, a fost cunoscut sub numele de „Ora trandafirului”.

## China antică
Chinezii realizau aranjamente florale încă din perioada încă din epoca Han a Chinei antice. Florile erau o componentă integrală a învățăturii religioase și a medicinei. Practicanții budismului, taoismului și confucianismului  așezau flori tăiate pe altarele lor, o practică ce datează din perioada 618 - 906 î HR. Au creat picturi, sculpturi și articole brodate cu imagini de flori. Picturile pot fi găsite pe vaze, plăci, suluri de mătase, în timp ce sculpturile au fost realizate pe lemn, bronz, jad și fildeș. Învățăturile budiste interziceau luarea vieții, așa că practicienii religioși  lucrau cu grijă când tăiau butașii din plante. Florile și frunzele care erau folosite pentru aranjamente în coșuri erau selectate pe baza semnificației lor simbolice. De exemplu, bambusul, piersicul și perele simbolizau longevitatea. Crinul  tigrului, rodia și orhideea simbolizau fertilitatea. Cea mai onorată dintre toate florile a fost bujorul. Considerat „regele florilor”, simboliza bogăția, norocul și statutul înalt. 

## Imperiul Bizantin
Imperiul Bizantin și-a adus contribuția la evoluția aranjamentelor florale, ce includeau de obicei un design în formă de con. În aranjamente, frunzele erau așezate în calice și urne, care mai departe au fost decorate cu flori și fructe viu colorate. Florile frecvent utilizate în aceste aranjamente erau margarete, crini, chiparos, garoafe și pin. Panglicile erau utilizate de asemenea în mod obișnuit, iar frunzele și florile minuscule au fost așezate în linii arcuite pentru a da un efect răsucit ghirlandelor.
Aranjamentele florale au ajuns în Europa în jurul anului 1000 î.e.n.  și au fost deosebit de populare în biserici și mănăstiri, unde florile și plantele erau folosite atât pentru mâncare, cât și pentru decorare. Pe măsură ce cruciații s-au întors din Orientul Mijlociu, au adus cu ei plante noi și interesante. Drept urmare, țările europene au început să experimenteze cu plante care anterior nu le erau cunoscute.

## Europa

### Evul Mediu (476-1400)
În Evul Mediu, călugării au fost cei care au cei care au întreținut grădini cu ierburi și flori sălbatice. În perioada gotică, în special spre sfârșitul ei, florile au atins un rol dominant, cum ar fi florile care încep să apară în icoane, manuscrise și picturi. Un aspect important al planurilor de construire a mănăstirilor a fost să includă o grădină cu plante medicinale, care să „furnizeze medicului produsele farmaceutice necesare pentru leacurile sale. O dependență de puterea ierburilor fără referire la Creatorul lor [Dumnezeu] a fost, totuși, considerată improprie pentru un creștin”. Deoarece Dumnezeu „face ca ierburile să crească”, utilitatea lor medicală este fundamental spirituală. În plus, multe plante erau folosite de călugări și creștini, în general, în ritualurile și ceremoniile sacre. Adesea făceau asocieri care apelau la baze spirituale, precum și la efecte medicinale.

### Renașterea (secolele XV-XVII)
Designul floral a renăscut în Italia și s-a extins de-a lungul Europei. Picturile cu vaze pline de aranjamente florale impresionante erau populare în epocă. În tablouri, florile și frunzele erau țesute în ghirlande, pentru a decora pereții și tavanele boltite, iar petalele erau îngrămădite în coșuri sau întinse pe podele, străzi sau erau lăsate să plutească în josul balcoanelor.

### Aranjamentele baroce (între 1600 și 1775)
La începutul acestei perioade, desenele florale au fost simetrice și de formă ovală. Liniile crescătoare asimetrice și formele ”S” au devenit populare mai târziu.
Aranjamente olandeze-flamande (între 1600–1750). Aranjamentele baroce în stilul olandez-flamand au fost mai compacte și mai proporționate. Caracteristica lor principală a fost varietatea florilor din buchet.

### Aranjamentele franțuzești (între 1600-1814)
În perioada barocului francez, aranjamentele erau asimetrice folosind semiluna, în formă de S. În perioada imperială, au fost folosite linii simple în forme de triunghi și contrastul puternic de culoare. Designul tipic imperial era aranjat într-o vază ce conținea o abundență de flori mari, bogat colorate.

### Aranjamentele din perioada georgiană (între 1714-1760)
Modelele florale din această perioadă erau formale și simetrice, deseori strâns aranjate, cu o varietate de flori. Designul oriental a devenit influent grație comerțului activ. La sfârșitul perioadei, designurile au devenit mai informale, pentru că parfumul florilor, despre care se credea că ar curăța aerul de boli, a devenit mai important. Aranjamente mici, portabile, numite buchețele sau „tussie-mussies”, au fost folosite pentru a aduce mirosurile dulci și au ajutat la mascarea mirosurilor societății. Oamenii credeau, spre exemplu, că scăldatul este nesănătos.